# NGC 229
NGC 229 este o galaxie lenticulară situată în constelația Andromeda. A fost descoperită în 10 octombrie 1879 de către Édouard Stephan.